# Bleke basterdwederik
Bleke basterdwederik (Epilobium roseum) is een overblijvende plant die behoort tot de teunisbloemfamilie (Onagraceae).
In Nederland is de plant een algemene soort.

## Kenmerken
De plant wordt 20 tot 90 cm hoog. De paars tot roze bloemen bloeien van juli tot augustus. De vrucht is een doosvrucht.
De bleke basterdwederik komt voor op vochtige, voedselrijke omgewerkte bodems.